# هانس تسیگلر
 هانس تسیگلر (آلمانی: Hans Ziegler؛ زاده ۱۹۱۱ درگذشته ۱۹۹۹) یک فیزیک‌دان اهل آلمان بود.